# Curanderismo

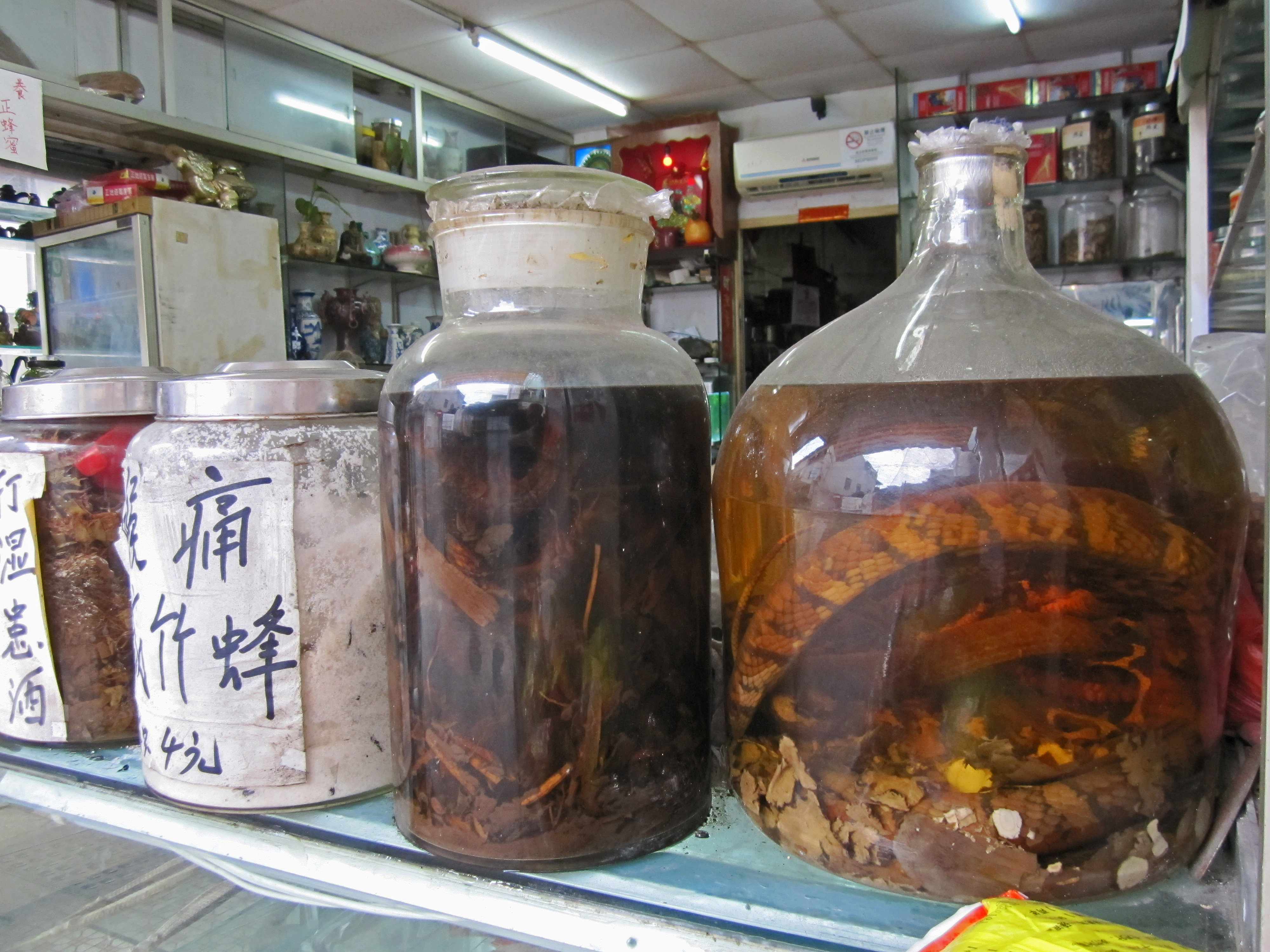
Óleo de cobra, vendido como cura do câncer apesar de sua eficácia ter sido refutada cientificamente. Se tornou sinônimo de curanderismo ou charlatanismo em alguns países.

Curandeirismo é um exercício ilegal da medicina e crime contra a saúde pública caracterizado por regularmente fazer diagnóstico, indicar ou aplicar tratamentos sem permissão do respectivo conselho profissional, seja ele médico, odontológico, psicológico, farmacêutico ou de enfermagem. A permissão para fazer diagnósticos e tratamentos médicos só pode ser concedida pelo Conselho profissional (por exemplo, práticas médicas são reguladas pelo Conselho Regional de Medicina) e pode ser revogada em caso de violação do código profissional. 
Os conselhos profissionais tem o dever de avaliar, promover e vigiar a qualidade do exercício pelos seus profissionais e punir quaisquer violações do código de ética. É considerado um crime comum, formal, de perigo abstrato ou indefinido e não depende do fim lucrativo nem de intenção de enganar. Ao contrário do charlatanismo, o curandeiro não promete a cura nem estabelece prazos.

## Código Penal Brasileiro
No Brasil o crime de curanderismo está definido no incisos do artigo 284 do Código Penal:
```
"Exercer o curandeirismo:
I – prescrevendo, ministrando ou aplicando, habitualmente, qualquer substância;
II – usando gestos, palavras ou qualquer outro meio;
III – fazendo diagnósticos:
Pena – detenção, de 6 (seis) meses a 2 (dois) anos.
Parágrafo único. Se o crime é praticado mediante remuneração, o agente fica também sujeita à multa."
```

O crime só é configurado no caso seja habitual, ou seja, não é crime quando não é feito regularmente. Também não haverá crime quando o diagnóstico e tratamento são rituais religiosos feitos por um membro dessa religião e que a vítima acredita e aceitou voluntariamente receber. Porém, alguns doutrinadores defendem que a tolerância religiosa não deveria aplicar-se quando está comprovada a intenção de enganar, causar dano ou obter recompensa pelo ato curativo ilegal e a lei deveria ser reformulada para esclarecer essa questão.